# インディアン座イプシロン星
インディアン座ε星（英語: Epsilon Indi, Eps Ind）は、地球からインディアン座の方向へ約12光年離れた位置にある、橙色に見える5等級の恒星である。K型主系列星である主星インディアン座ε星Aと、そこから遠く離れた軌道を公転している2つの褐色矮星インディアン座ε星Baおよびインディアン座ε星Bbで構成されている連星系である。これらの褐色矮星は2003年に発見された。伴星 Ba はスペクトル分類において T1 型の早期T型褐色矮星、伴星 Bb は T6 型の後期T型褐色矮星に分類され、主星からは地球上で観測される投影距離にして0.6秒角（1,460 au）離れている。
主星のインディアン座ε星Aには、木星の6.31倍の質量を持ち、公転周期が約171.3年の楕円軌道を描いて周囲を公転しているインディアン座ε星Abという太陽系外惑星が存在することが知られている。インディアン座ε星Abはエリダヌス座ε星bに次いで、木星のような巨大ガス惑星としては2番目に地球に近い太陽系外惑星である。インディアン座ε星系には巨大ガス惑星と褐色矮星の両者が存在しているため、これらの天体の形成について研究するための重要なベンチマークとなっている。

## 観測
インディアン座は、1603年にヨハン・バイエルが出版した星図書である『ウラノメトリア』において初めて登場した星座である。1801年にドイツの天文学者であるヨハン・ボーデが著した星図『ウラノグラフィア』では、インディアン座ε星はインディアン座の左手に握られた矢の1つとして描かれている。
1847年、ハインリヒ・ダレストは1750年まで遡っていくつかの星表におけるインディアン座ε星の位置を比較し、測定可能な固有運動がみられる、つまりインディアン座ε星が時間の経過とともに天球上における位置を変えていることを発見した。1882年から1883年にかけて、天文学者のデービッド・ギルと William L. Elkin は喜望峰でインディアン座ε星の年周視差を測定し、その値を 0.22 ± 0.03秒角と推定した。一方で1923年に、ハーバード大学天文台で観測を行っていたハーロー・シャプレーはインディアン座ε星の年周視差を0.45秒角と導出した。
1972年、インディアン座ε星が紫外線のレーザー信号を放射しているかを調べるためにOAO3号（コペルニクス衛星）が観測を行ったが、そのような信号は観測されなかった。ワシントンD.C.にあるカーネギー研究所に所属している Margaret Turnbull と Jill Tarterがまとめた、複雑な生命体の存在を支える惑星を持つ可能性が最も高い近傍の17,129個の恒星のリストでは、インディアン座ε星がリストの先頭に位置付けられている。
アメリカ航空宇宙局 (NASA) のゴダード宇宙飛行センターに所属している Giada Arney の分析によると、インディアン座ε星は太陽に類似したG型星とM型星の間の「スイートスポット（最適点）」に位置するK型星として、進化した地球外生命の将来的な捜索を行うにあたって適していると考えられる地球近傍の5個の恒星の1つに数えられている。

## 特徴
| 太陽 | インディアン座ε星A |
| ---- | ------------------ |
| 太陽 | Exoplanet          |

主星のインディアン座ε星Aは、スペクトル分類において K5V 型のK型主系列星に属する。質量は太陽の4分の3余りで、半径は約7割である。太陽よりやや小型の恒星であるが、表面の重力は太陽よりわずかに大きい。恒星において金属量は、ヘリウムよりも原子番号が大きい重元素（金属）を含む割合を示したもので、一般的には水素と鉄の比 [Fe/H] で表されて太陽における割合と比較されることが多い。インディアン座ε星Aの光球における金属量 [Fe/H] は、-0.13 であり、これは太陽の約 74% に相当する。年齢は約35億年で、太陽と比較するとやや若い恒星である。
インディアン座ε星Aのコロナは太陽に似ており、X線輝度は 2×1027 erg/s (2×1020 W）、コロナの温度は 2×106 K と推定されている。この恒星の恒星風は外側に広く拡散しており、63 au 離れた位置にバウショックを発生させている。バウショックの下流では、末端衝撃波面が 140 au 離れたところまで到達している。

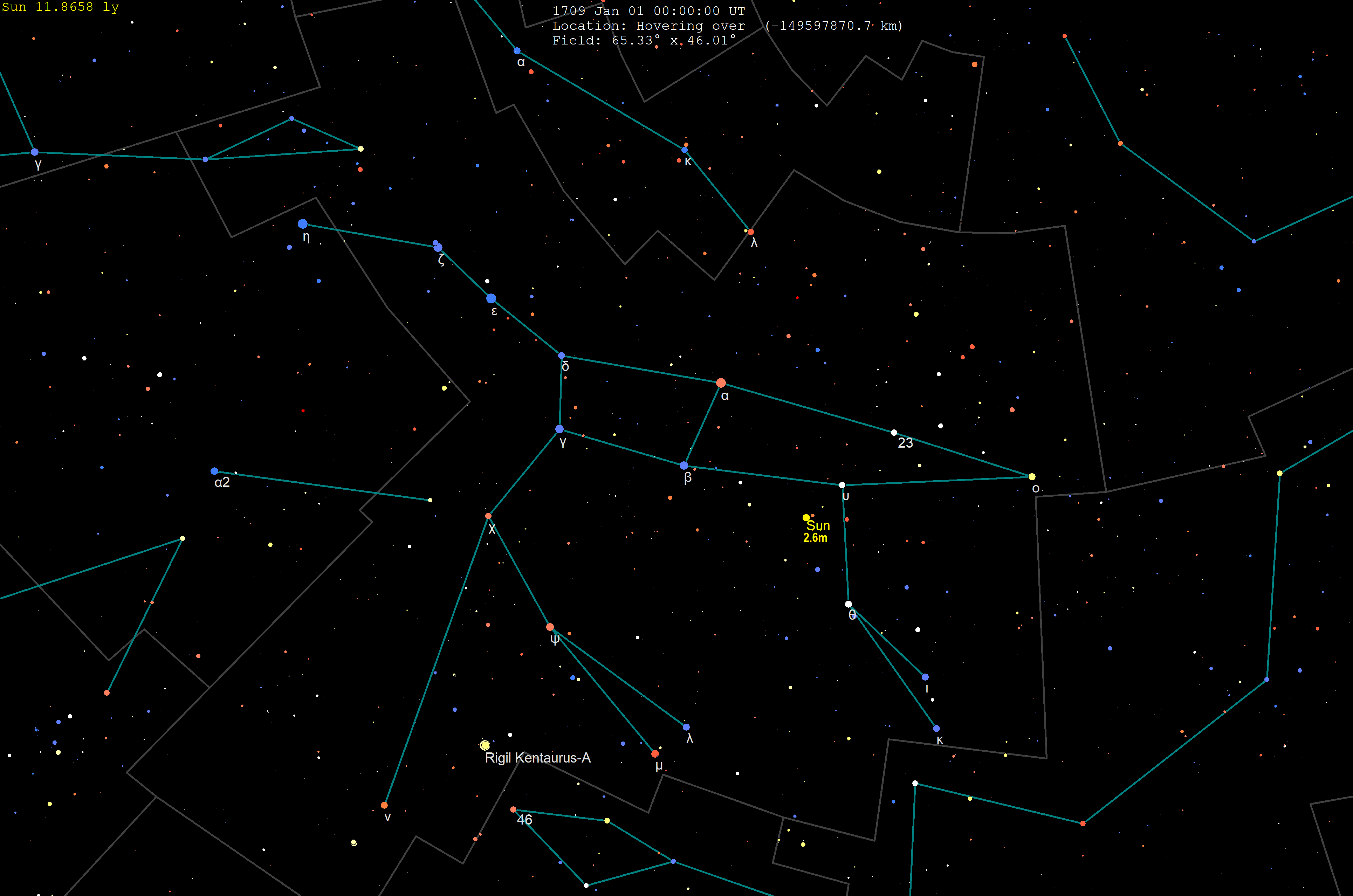
インディアン座ε星から見た太陽とケンタウルス座α星の位置

インディアン座ε星は、肉眼で観望できる恒星の中ではグルームブリッジ1830とはくちょう座61番星に次いで3番目に固有運動が大きい恒星である 。肉眼では観望できない既知の恒星も含めると、固有運動の大きさは全天で9番目となる。そのため、この固有運動が続けば西暦2640年ごろにはインディアン座ε星は現在のきょしちょう座の領域へ移動する。インディアン座ε星の太陽に対する空間速度は 86 km/s であり、これは太陽より若いと考えられる恒星にしては異常に速い。これはインディアン座ε星を始めとする、種族Iに分類される少なくとも16個の恒星から構成される運動星団に属しているためであると考えられている。これらの恒星は宇宙空間において同様の空間速度ベクトルを持ち、おそらく同じ時期に同じ場所において集団で形成されたものであるとみられる。インディアン座ε星は約17,500年後には太陽に対する近日点を通過し、太陽系に最も接近する。
インディアン座ε星の位置から見ると、太陽はおおぐま座の方向にある2.6等級の恒星として見え、北斗七星のやや右側に位置することになる。

## 伴星

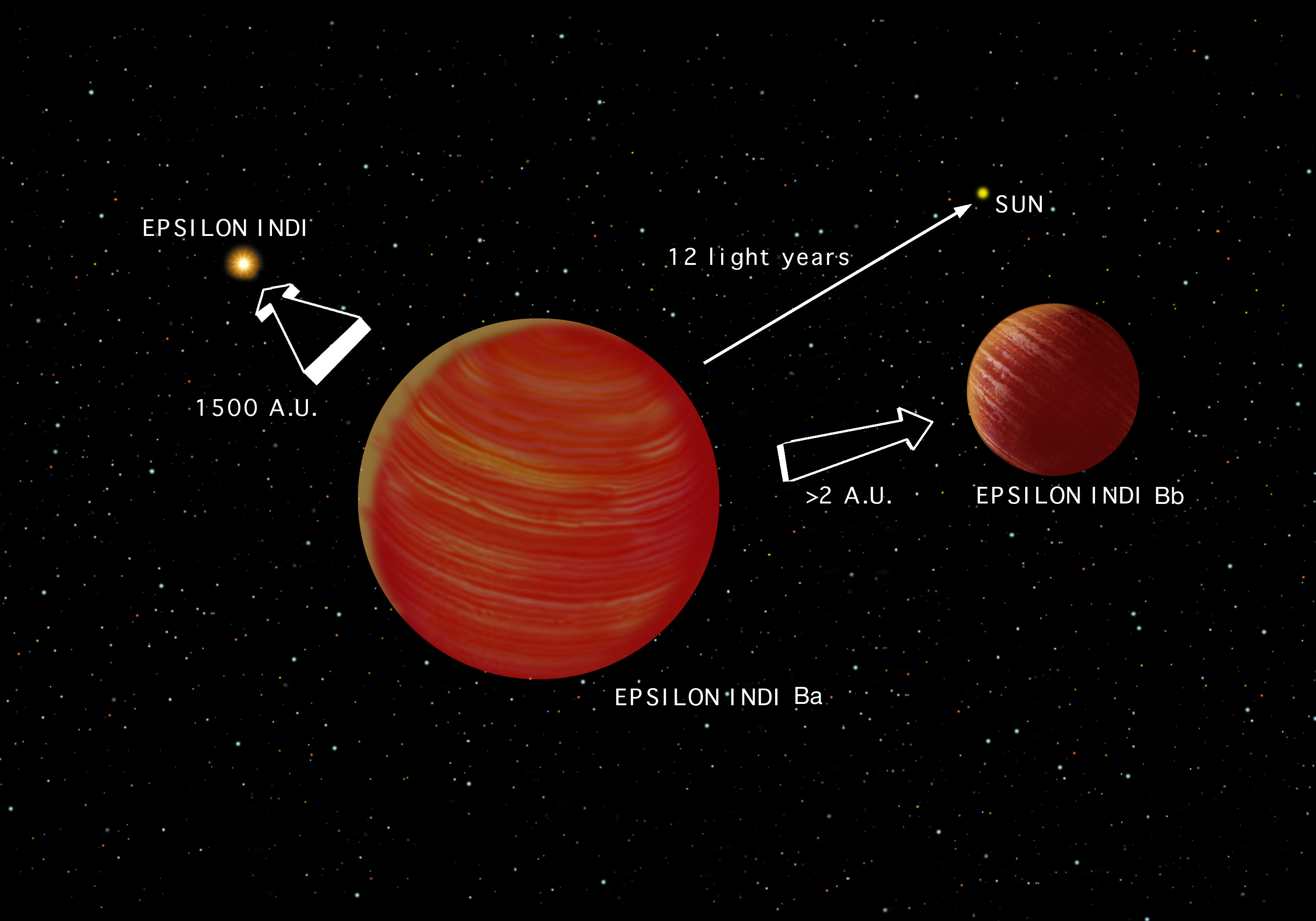
インディアン座ε星Aとその伴星であるインディアン座ε星B系の想像図。初期に測定された伴星の褐色矮星同士の間隔とインディアン座ε星Aからの距離も記されている。

2003年1月、主星のインディアン座ε星Aの周りを公転し、天空上に射影された距離にして約 1,500 au 離れた位置にある推定される距離にある、質量が木星質量の40倍から60倍程度の褐色矮星の伴星の発見が発表された。この伴星は、デジタル化されていた観測画像のアーカイブから最初に発見され、2MASSによるデータを使用してその存在が確認された。当時発見されていた褐色矮星の中では最も地球に近く、地球から12.5光年以内の範囲で発見された初めての褐色矮星となった。その後、同年8月にこの褐色矮星が実は2つの褐色矮星から成る連星系であり、互いの射影距離が 2.1 au で、約15年の公転周期で公転しあっていることを発見した。最近の研究では、両者は約 2.4 au 離れた軌道を約11年の公転周期で公転しているとされ、その軌道は離心率が約 0.54 に及ぶ極端な楕円形であることが示されている。両者の褐色矮星は共にスペクトル分類においてT型に分類され、質量の大きいインディアン座ε星Baは T1 - T1.5型、質量の小さいインディアン座ε星BbはT6型となっている。ガイア計画による最近の年周視差測定の結果からは、インディアン座ε星B系とインディアン座ε星Aの地球からの距離（視線方向）の差は約 11,600 au（0.183光年）であることが示されている。
分光学的および測光に基づく測定からこれらの褐色矮星の物理的特性を推定するために複数の進化モデルがこれまでに使用されてきた。最近のモデルによれば、インディアン座ε星BaとBbの質量はそれぞれ、木星質量の約67倍と約53倍、半径は共に太陽半径の約 8% 程度、有効温度はそれぞれ 1,300 – 1,340 K と 880 – 940 K、表面における重力の強さ log g (cgs) はそれぞれ約 5.4 と 5.3、光度はそれぞれ太陽光度の 2×10−5 倍と 6×10−6 倍である。全体的な金属量 [M/H] は –0.2 、つまり太陽の約 63% と推定されている。
インディアン座ε星B系は、主に赤外線で観測されるIバンドにおいて0.07等級の見かけの明るさの変化する変光星として変光星総合カタログ (GCVS) に記載されており、インディアン座CI星というアルゲランダー記法における名称も持つ。

## 惑星系
| 名称 （恒星に近い順） | 質量               | 軌道長半径 （天文単位） | 公転周期 (年) | 軌道離心率      | 軌道傾斜角   | 半径    |
| --------------------- | ------------------ | ----------------------- | ------------- | --------------- | ------------ | ------- |
| b                     | 6.31+0.60 −0.56 MJ | 28.4+10 −7.2            | ~171.3        | 0.40+0.15 −0.18 | 103.7 ± 2.3° | 1.08 RJ |

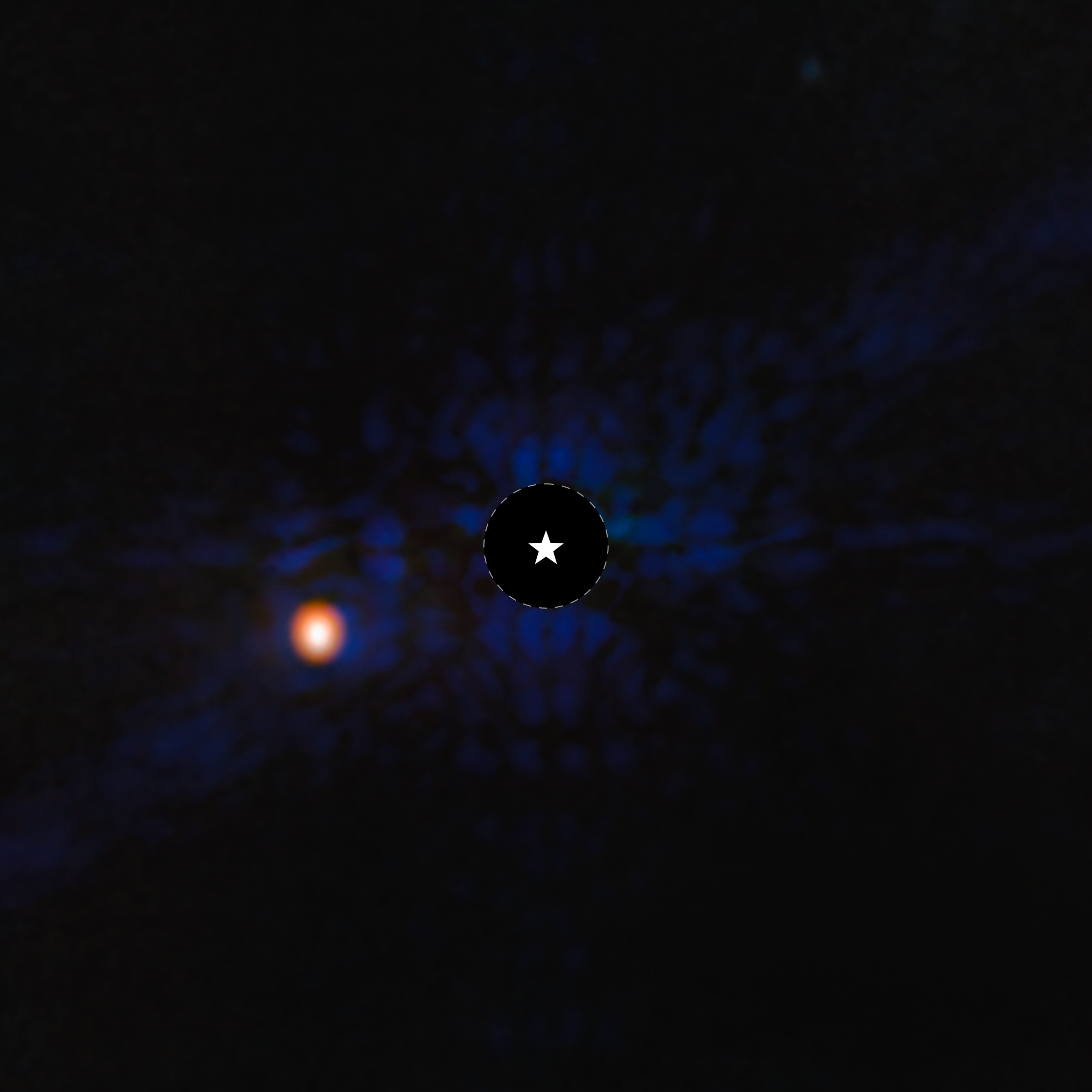
ジェイムズ・ウェッブ宇宙望遠鏡に搭載されている中赤外線観測装置 (MIRI) によって観測された惑星インディアン座ε星Abの画像。主星のインディアン座ε星Aはコロナグラフによって隠された中央の星印の位置にある。

Michael Endl らによって2002年に公表されたインディアン座ε星Aの視線速度観測の研究結果から、20年以上の公転周期を持つ惑星質量天体が周囲に存在していることを示唆する傾向が見られた。この天体が下限質量が木星の1.6倍で、主星からの軌道長半径が約 6.5 au のジュピターアナログ（Jupiter Analog、特性が太陽系の木星と類似している惑星を指す）、得られた視線速度データの傾向に非常に近似されると考えられた。
その後、ヨーロッパ南天天文台 (ESO) の超大型望遠鏡VLTによる捜索により、インディアン座ε星Aの近くに1つの伴星とおぼしき候補天体が発見された 。しかし、その後のハッブル宇宙望遠鏡の近赤外撮像分光装置による観測で、この天体は背景にある見かけの重星であることが判明した。2009年時点では、波長域が 4 μm の電磁波を用いて行われた探索ではインディアン座ε星Aの周囲を公転する伴星の検出には失敗していた。これらの観測により、インディアン座ε星Aの周囲を公転していると考えられる天体の特性にはさらに制限がかけられることになり、質量は木星の5倍から20倍、主星からの距離は 10 au から 20 au 、軌道傾斜角は20度以上とされ、あるいは伴星が恒星の進化の過程を終えて残された白色矮星のような残骸天体である可能性も示された。
Endl らの研究結果のフォローアップとして、高精度視線速度系外惑星探査装置 (HARPS) のエシェル分光計を用いた、より長期間に渡る視線速度変化を分析した研究論文が、2013年に Mathias Zechmeister らによる研究グループより公表された。この研究論文から引用すると「インディアン座ε星Aには、依然として惑星規模の伴星の存在で説明できる安定した長期的傾向が示されている」ことが裏付けられた。これにより、観測された視線速度変化の傾向が精緻化され、30年を超える公転周期を持つ惑星規模の伴星の存在が示された。下限質量が木星の0.97倍で、主星からの軌道長半径が少なくともおよそ 9.0 au の巨大ガス惑星が存在していれば、観測された傾向を上手く説明できる可能性があった。9.0 au という距離は、太陽系内においては太陽から土星までの距離にほぼ等しい。この場合、この惑星は主星から 5.0 au よりもかなり遠く離れた軌道を公転しているため、ジュピターアナログとはいえないことになる。軌道が主星から離れているだけでなく、主星のインディアン座ε星A自体が太陽よりも暗い恒星であるため、主星から受け取る平方メートルあたりのエネルギー量は太陽系の天王星とほぼ同じ程度になるとされた。視線速度変化の傾向は、それまでにHARPSの分光計を用いて行われた全ての観測において検出されたが、軌道を1周するのに30年以上という長い時間がかかると予測されたため、視線速度曲線の位相（軌道上における惑星の位置に相当する）全体をカバーすることにはまだ成功していない。
2018年3月、視線速度の測定を用いた観測結果から、インディアン座ε星Aを公転している惑星インディアン座ε星Abが発見されたとするプレプリントが arXiv にて投稿された。2019年12月、視線速度観測とアストロメトリ（位置天文学）観測による両方の測定結果から更新されたパラメーターと共に、Fabo Feng らによる研究グループによってこの惑星の存在が確認され、その研究結果が王立天文学会月報にて発表された。この研究によると、インディアン座ε星Abの軌道はやや偏心しており、主星からの軌道長半径は約 11.6 au、軌道の離心率は約 0.26 となっている。質量は木星の3.25倍で、公転周期は約45年とされた。2023年に公表されたその後の分析では軌道長半径が 11.08 au、公転周期が42.9年で、軌道の離心率が 0.42 のかなり偏心した楕円軌道になっているとされ、質量は木星の2.96倍であると求められた。
その後、ジェイムズ・ウェッブ宇宙望遠鏡によるインディアン座ε星Abの直接撮像の試みが行われ、2024年にインディアン座ε星Aの近くに木星の10倍程度の質量を持つと考えられる明るさの候補天体が検出された。主星に対する位置角と惑星の質量が以前に予想されていた値と大きく異なっていたことから、インディアン座ε星A系には2つの巨大ガス惑星が存在している可能性も示唆されていたが、最終的にネイチャーにてマックス・プランク天体物理学研究所の Elisabeth Matthews らによる研究チームによって公表された研究結果ではこの天体がインディアン座ε星Aを公転している単一の巨大ガス惑星であると考えられている。表面温度は 275 K（2 ℃）しかないと推定されており、これまでに直接撮像された太陽系外惑星の中では最も低い。以前に予想されていた軌道特性とは大きな差が生じているが、Matthews らはこの天体をインディアン座ε星Abとして扱っている。この天体の性質を確認する為の2回目のジェイムズ・ウェッブ宇宙望遠鏡の直接撮像の試みが承認されている。
インディアン座ε星Aの周囲には、初期段階の原始惑星系円盤内で形成された微惑星の衝突などによって形成される塵円盤の存在を示す過剰な赤外線の放射（赤外超過）は検出されていない。